# Mars-Mattas grynnan
Mars-Mattas grynnan är en ö i Finland. Den ligger i Norra kvarken och i kommunen Korsnäs i den ekonomiska regionen  Vasa i landskapet Österbotten, i den västra delen av landet. Ön ligger omkring 34 kilometer sydväst om Vasa och omkring 360 kilometer nordväst om Helsingfors.
Öns area är 3,7 hektar och dess största längd är 480 meter i öst-västlig riktning. I omgivningarna runt Mars-Mattas grynnan växer i huvudsak blandskog.